# Jekaterina Ilina
Jekaterina Fjodorovna Ilina (russisk: Екатерина Фёдоровна Ильина ; født 7 marts 1991 i Toljatti, Rusland) er en kvindelig russisk håndboldspiller, som spiller for CSKA Moskva og tidligere Ruslands kvindehåndboldlandshold.